# Vodostaj
Vodostaj är en ort i Kroatien.   Den ligger i länet Karlovacs län, i den centrala delen av landet, 50 km sydväst om huvudstaden Zagreb. Vodostaj ligger 109 meter över havet och antalet invånare är 705.
Terrängen runt Vodostaj är platt. Runt Vodostaj är det mycket glesbefolkat, med 4 invånare per kvadratkilometer. Närmaste större samhälle är Karlovac, 3,2 km sydväst om Vodostaj. Omgivningarna runt Vodostaj är en mosaik av jordbruksmark och naturlig växtlighet.